# Skokan volský
Skokan volský (Lithobates catesbeianus) je jedna z největších žab na světě. Jméno dostal podle bučivého hlasu, jímž si samci označují své území. Během rozmnožování spolu samci vzájemně bojují přetlačováním. Samice kladou vajíčka ve shlucích, nejčastěji v hustě zarostlých klidných vodách. Tyto žáby jsou aktivní ve dne i v noci. Jsou velmi plaché a ostražité. Jedná se o akvatický druh, většinou se nevzdaluje od vody. Jsou výborní plavci, pod vodou vydrží delší dobu.

## Popis
Skokan volský je žába charakteristická robustním trupem, silnými a dlouhými končetinami. Dorůstá délky 15–25 cm (v průměru 17–20 cm), délka zadních nohou může dosáhnout 25 cm. Hmotnost dospělých jedinců je kolem 450 g, ojediněle až 600 g.
Kůži má typicky vlhkou a slizkou. Zbarvení každého jednoho skokana určuje prostředí výskytu a také momentální nálada žáby. Žáby v klidu mají barvu zelenou až zelenožlutou, vystresované žáby mají až tmavě hnědou barvu. Často mívají na těle skvrny, spodní část těla je bílá. Samci mají dva rezonanční vaky, kterými vábí samičky a označují si teritorium. U skokanů volských můžeme pozorovat jasnou pohlavní dvojtvárnost (dimorfitu) – samci jsou drobnější než samice. Samci mají naopak větší ušní bubínky než samice.

## Výskyt
Původně se vyskytoval pouze v tropických a subtropických i mírných oblastech Severní Ameriky – zejména na Floridě, ale ve 20. století byli introdukováni v Kalifornii a Mexiku, dále na mnoha místech Střední a Jižní Ameriky, v tropech a subtropech Asie, Indonésie, Číny, Malajsie atd. Vyskytuje se i v Kanadě, Japonsku, Nové Anglii či Velké Británii. Byli také vysazeni v jižní a západní Evropě, například alpské oblasti Itálie. Te Vyhledávají mokřiny, přírodní i umělé vodní nádrže, pomalu tekoucí vodní toky nebo zavlažovací kanály s bohatými porosty vodních rostlin, upřednostňují mělčí nádrže s prohřátou vodou. Často žijí i synantropně (v blízkosti člověka).

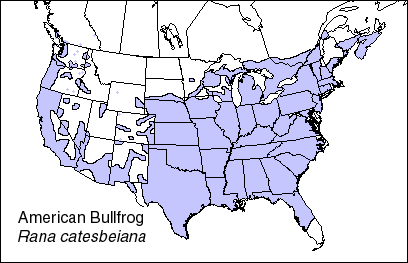
Rozšíření skokana volského (šedě)

## Potrava
Kořist této žáby tvoří velký hmyz, jiné žáby (také menší příslušníci vlastního druhu), mláďata vodních ptáků, želv a dokonce aligátorů. Součástí potravy mohou být také netopýři. Na kořist se vrhnou skokem ze zálohy, lapí ji jazykem a předními končetinami si ji nacpou do úst.

## Rozmnožování
Samci vábí samice do svého teritoria bučením, ostatní samce odhání „kopanci“. Samec při rozmnožování uchopí a drží samičku za hrudními končetinami. Samice může vyprodukovat až 20 000 vajíček ve snůšce. Pulci se líhnou po asi 4 dnech a živí se rostlinnou potravou. Metamorfóza nastává v závislosti na teplotě prostředí po 10 měsících až 3 letech. Čerstvě metamorfované žabky mají asi 3 cm, ale při dostatku potravy velmi rychle rostou. Žáby pohlavně dospívají ve 3–5 letech.

## Introdukce skokanů
Pro své dlouhé nohy se svalnatými stehny je velmi oblíben v gurmánství. Kvůli tomu také začal jejich chov např. na farmách, odkud prchali skokani do volné přírody. Tak se stal ze skokana volského invazní druh, jenž má na svědomí ohrožení, nebo vyhubení řady původních druhů. Import této žáby byl do EU zakázán, i když se v řadě zemí EU již dlouhodobě vyskytuje ve volné přírodě. Od roku 2016 je skokan volský na Seznamu invazních nepůvodních druhů s významným dopadem na Unii (myšleno Evropskou unii). Pro jeho plachost je regulace jejich počtu velmi obtížná, navíc často v místech, kde byli vysazeni nemají mnoho přirozených nepřátel.
V Česku byly činěny pokusy o jeho vysazení do přírody, ale žádný z nich nebyl úspěšný. Skokan volský se neuchytil ani v Rakousku, Švýcarsku, Balkánu (vyjma Řecka), chybí v severní, východní i jihovýchodní Evropě, Africe, Rusku, na Blízkém východě, v Africe, většině jižní Asie, v severní, střední, západní Asii a dalších místech, např. Korejském poloostrově nebo Austrálii. Důvod neúspěšných pokusů o vysazení v Česku je pravděpodobně velmi proměnlivé počasí (skokan žije i v chladných oblastech s tuhými zimami), proměnlivost stavu vod, znečištění a další faktory.

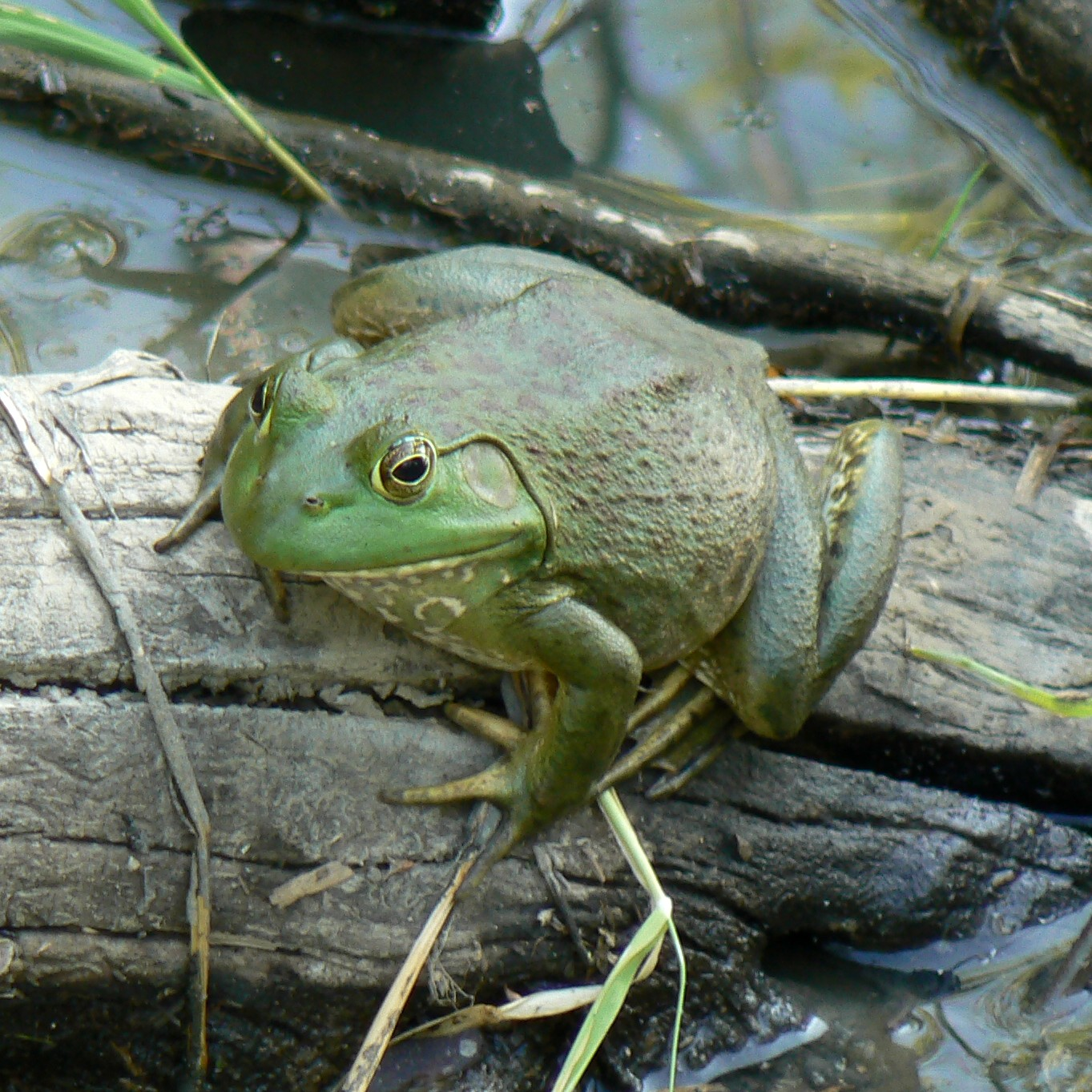
Dospělá žába
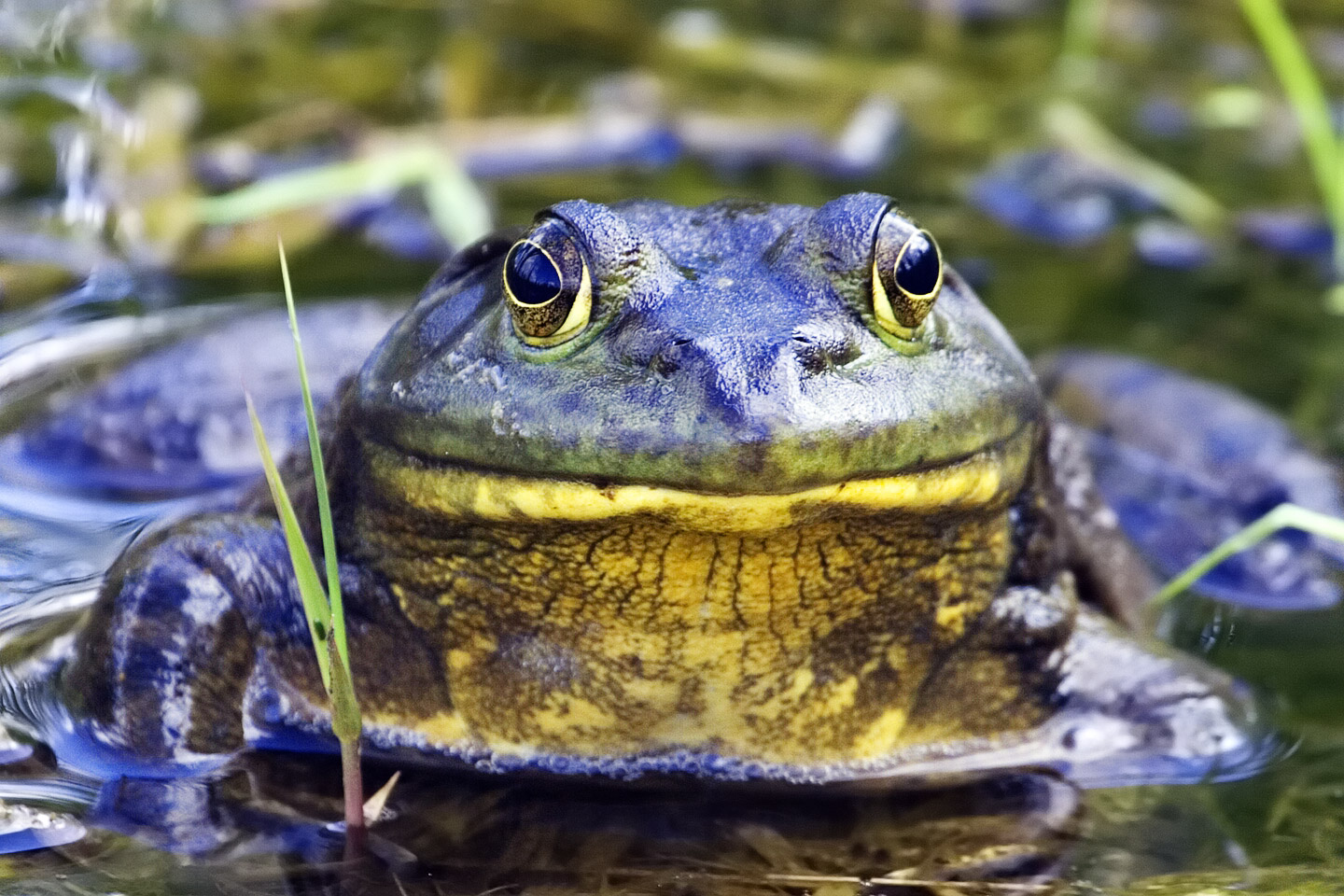
Skokan volský v Britské Kolumbii